# Lyctus rhabarbari
Lyctus rhabarbari là một loài bọ cánh cứng trong họ Bostrichidae. Loài này được Boudier in Dejean miêu tả khoa học năm 1833.